# Красотін Михайло Леонідович
Миха́йло Леоні́дович Красо́тін — бригадний генерал Збройних сил України, начальник штабу — заступник командувача Сил спеціальних операцій Збройних Сил України.

## Нагороди
- Орден Богдана Хмельницького III ступеня (27 червня 2015) — за особисту мужність і високий професіоналізм, виявлені у захисті державного суверенітету та територіальної цілісності України, вірність військовій присязі.[2]